# Список наград и номинаций группы «ВИА Гра»
Список наград женской поп-группы «ВИА Гра» включает все премии и номинации, полученные коллективом с начала его музыкальной карьеры в 2000 году.

## 2001
| Премия                      | Номинация                       | Номинированная работа | Результат |
| --------------------------- | ------------------------------- | --------------------- | --------- |
| «Золотой граммофон»         | Статуэтка «Золотого граммофона» | «Попытка № 5»         | Победа    |
| «Стопудовый хит»            | Статуэтка «Золотая гиря»        | «Попытка № 5»         | Победа    |
| «Таврийские игры»           | «Лучшая песня»                  | «Попытка № 5»         | Победа    |
| «Таврийские игры»           | «Видеоклип»                     | «Попытка № 5»         | Номинация |
| «Таврийские игры»           | «Поп-группа»                    | ВИА Гра               | Номинация |
| «Таврийские игры»           | «Открытие года»                 | ВИА Гра               | Победа    |
| «Таврийские игры»           | «Открытие года»                 | ВИА Гра               | Победа    |
| «Звезда Украинской эстрады» | «Звёзды Украины»                | ВИА Гра               | Номинация |
| «ZD Awards»                 | «Прорыв года»                   | ВИА Гра               | Номинация |

## 2002
| Премия                  | Номинация                                           | Номинированная работа | Результат |
| ----------------------- | --------------------------------------------------- | --------------------- | --------- |
| «Золотой диск» (Россия) | «Сертификат за количество продаж альбомов»          | альбом «Попытка № 5»  | Победа    |
| «ZD Awards»             | «Группа года»                                       | ВИА Гра               | Номинация |
| «ZD Awards»             | «Прорыв года»                                       | ВИА Гра               | Победа    |
| «Овация»                | «Лучший исполнитель молодежной танцевальной музыки» | ВИА Гра               | Номинация |
| «Постель — 2001»        | «Группен-секс»                                      | ВИА Гра               | Номинация |
| «Песня года»            | Лауреаты фестиваля                                  | «Стоп! Стоп! Стоп!»   | Победа    |

## 2003
| Премия                                | Номинация                                                                   | Номинированная работа                             | Результат |
| ------------------------------------- | --------------------------------------------------------------------------- | ------------------------------------------------- | --------- |
| «Золотой диск» (Россия)               | «Сертификат за количество продаж альбомов»                                  | альбом «Стоп! Снято!»                             | Победа    |
| «Золотой диск» (Тайвань)              | «Сертификат за количество продаж альбомов»                                  | альбом «Stop! Stop! Stop!»                        | Победа    |
| «Золотой диск» (Гонконг)              | «Сертификат за количество продаж альбомов»                                  | альбом «Stop! Stop! Stop!»                        | Победа    |
| «Платиновый диск» (Таиланд)           | «Сертификат за количество продаж альбомов»                                  | альбом «Stop! Stop! Stop!»                        | Победа    |
| «Серебряная калоша»                   | «Если вам немного за 30, или В царство свободы дорогу грудью проложим себе» | ВИА Гра                                           | Победа    |
| «Стопудовый хит»                      | «За весомый вклад в развитие популярной музыки»                             | «Убей мою подругу»                                | Победа    |
| «Золотой граммофон»                   | Статуэтка «Золотого граммофона»                                             | «Не оставляй меня, любимый!»                      | Победа    |
| «Песня года»                          | Лауреаты фестиваля                                                          | «Не оставляй меня, любимый!»                      | Победа    |
| «Песня года»                          | Лауреаты фестиваля                                                          | «Убей мою подругу»                                | Победа    |
| «Песня года»                          | Лауреаты фестиваля                                                          | «Океан и три реки» (совместно с Валерием Меладзе) | Победа    |
| «Высшая лига»                         | Лауреаты фестиваля                                                          | «Океан и три реки» (совместно с Валерием Меладзе) | Победа    |
| «ZD Awards»                           | «Самый сексуальный артист года»                                             | ВИА Гра                                           | Победа    |
| «ZD Awards»                           | «Группа года»                                                               | ВИА Гра                                           | Номинация |
| «Золотая двадцатка „Кушнир продакшн“» | «Группа года»                                                               | ВИА Гра                                           | Победа    |
| «OGAE»                                | Лучший клип для «Евровидения»                                               | «Не оставляй меня, любимый!»                      | Победа    |

## 2004
| Премия                    | Номинация                                         | Номинированная работа                                  | Результат |
| ------------------------- | ------------------------------------------------- | ------------------------------------------------------ | --------- |
| «Золотой диск» (Россия)   | «Сертификат за количество продаж альбомов»        | альбом «Биология»                                      | Победа    |
| «Песня года»              | Лауреаты фестиваля                                | «Биология»                                             | Победа    |
| «Песня года»              | Лауреаты фестиваля                                | «Притяженья больше нет» (совместно с Валерием Меладзе) | Победа    |
| «Бомба года»              | Диплом «Бомбы года—2004»                          | «Я не поняла»                                          | Победа    |
| «Бомба года»              | Диплом «Бомбы года—2004»                          | «Убей мою подругу»                                     | Победа    |
| «ZD Awards»               | «Лучшее видео»                                    | «Притяженья больше нет» (совместно с Валерием Меладзе) | Номинация |
| «ZD Awards»               | «Группа года»                                     | ВИА Гра                                                | Номинация |
| «Премия Муз-ТВ»           | «Лучший дуэт»                                     | «Я не поняла» (совместно с Веркой Сердючкой)           | Номинация |
| «Премия Муз-ТВ»           | «Лучший дуэт»                                     | «Океан и три реки» (совместно с Валерий Меладзе)       | Победа    |
| «Премия Муз-ТВ»           | «Лучшая поп-группа»                               | ВИА Гра                                                | Победа    |
| «Золотой граммофон»       | Статуэтка «Золотого граммофона»                   | «Притяженья больше нет» (совместно с Валерием Меладзе) | Победа    |
| «MTV Russia Music Awards» | «Лучшая песня»                                    | «Притяженья больше нет» (совместно с Валерием Меладзе) | Победа    |
| «MTV Russia Music Awards» | «Лучшее видео»                                    | «Притяженья больше нет» (совместно с Валерием Меладзе) | Номинация |
| «MTV Russia Music Awards» | «Лучший поп-проект»                               | ВИА Гра                                                | Номинация |
| «MTV Russia Music Awards» | «Лучший Артист»                                   | ВИА Гра                                                | Номинация |
| «MTV Russia Music Awards» | «Лучшая группа»                                   | ВИА Гра                                                | Номинация |
| «MTV Europe Music Awards» | «Лучший российский исполнитель»                   | ВИА Гра                                                | Номинация |
| «Срез звучания»           | «Любимцы нации»                                   | ВИА Гра                                                | Победа    |
| «Стопудовый хит»          | Статуэтка «Золотая гиря»                          | «Биология»                                             | Победа    |
| «Премия РекордЪ»          | «Альбом года» (исполнители из ближнего зарубежья) | «Стоп! Снято!»                                         | Номинация |

## 2005
| Премия                                | Номинация                                         | Номинированная работа                                  | Результат |
| ------------------------------------- | ------------------------------------------------- | ------------------------------------------------------ | --------- |
| «Премия Муз-ТВ»                       | «Лучший дуэт»                                     | «Притяженья больше нет» (совместно с Валерием Меладзе) | Победа    |
| «Премия Муз-ТВ»                       | «Лучшая поп-группа»                               | ВИА Гра                                                | Победа    |
| «Золотая пчела»                       | «Лучшая группа»                                   | ВИА Гра                                                | Номинация |
| «MTV Russia Music Awards»             | «Лучшая группа»                                   | ВИА Гра                                                | Номинация |
| «MTV Russia Music Awards»             | «Лучший Артист»                                   | ВИА Гра                                                | Номинация |
| «MTV Europe Music Awards»             | «Лучший российский исполнитель»                   | ВИА Гра                                                | Номинация |
| «Премия РекордЪ»                      | «Альбом года» (исполнители из ближнего зарубежья) | «Стоп! Снято!»                                         | Номинация |
| «Премия РекордЪ»                      | «Отечественный радиохит»                          | «Притяженья больше нет» (совместно с Валерием Меладзе) | Номинация |
| «Золотой граммофон»                   | Статуэтка «Золотого граммофона»                   | «Бриллианты»                                           | Победа    |
| «Таврийские игры»                     | «Лучшая песня»                                    | «Биология»                                             | Победа    |
| «Песня года»                          | Лауреаты фестиваля                                | «Нет ничего хуже»                                      | Победа    |
| «Песня года»                          | Лауреаты фестиваля                                | «Мир, о котором я не знала до тебя»                    | Победа    |
| «Песня года»                          | Лауреаты фестиваля                                | «Бриллианты»                                           | Победа    |
| «Новые песни о главном»               | Диплом фестиваля                                  | «Бриллианты»                                           | Победа    |
| «Золотая двадцатка „Кушнир продакшн“» | «Титаник года»                                    | распад группы                                          | Победа    |

## 2006
| Премия                    | Номинация                       | Номинированная работа                                  | Результат |
| ------------------------- | ------------------------------- | ------------------------------------------------------ | --------- |
| «MTV Russia Music Awards» | «Лучший поп-проект»             | ВИА Гра                                                | Победа    |
| «MTV Russia Music Awards» | «Лучшая группа»                 | ВИА Гра                                                | Номинация |
| «MTV Russia Music Awards» | «Лучшее видео»                  | «Бриллианты»                                           | Номинация |
| «Премия Муз-ТВ»           | «Лучшее видео»                  | «Бриллианты»                                           | Номинация |
| «Премия Муз-ТВ»           | «Лучшая поп-группа»             | ВИА Гра                                                | Номинация |
| «Радио Поток»             | «Лучшие песни 2006 года»        | «Океан и три реки» (совместно с Валерием Меладзе)      | Победа    |
| «Радио Поток»             | «Лучшие песни 2006 года»        | «Притяженья больше нет» (совместно с Валерием Меладзе) | Победа    |
| «Золотой граммофон»       | Статуэтка «Золотого граммофона» | «Обмани, но останься»                                  | Победа    |
| «Песня года»              | Лауреаты фестиваля              | «Л.М.Л.»                                               | Победа    |
| «Новые песни о главном»   | Диплом фестиваля                | «Л.М.Л.»                                               | Победа    |
| «ZD Awards»               | «Видео года»                    | «Л.М.Л.»                                               | Номинация |
| «ZD Awards»               | «Sexy (Ж)»                      | Вера Брежнева                                          | Номинация |

## 2007
| Премия                    | Номинация                       | Номинированная работа | Результат |
| ------------------------- | ------------------------------- | --------------------- | --------- |
| «MTV Russia Music Awards» | «Лучшее видео»                  | «Цветок и нож»        | Номинация |
| «MTV Russia Music Awards» | «Лучшая группа»                 | ВИА Гра               | Номинация |
| «MTV Russia Music Awards» | «Артист года»                   | ВИА Гра               | Номинация |
| «MTV Europe Music Awards» | «Лучший российский исполнитель» | ВИА Гра               | Номинация |
| «Премия Муз-ТВ»           | «Лучшая поп-группа»             | ВИА Гра               | Победа    |
| «Премия Муз-ТВ»           | «Лучшее видео»                  | «Цветок и нож»        | Номинация |
| «Золотой граммофон»       | Статуэтка «Золотого граммофона» | «Цветок и нож»        | Победа    |
| «Золотая семёрка»         | «Лучшая музыкальная группа»     | ВИА Гра               | Победа    |
| «ZD Awards»               | «Группа года»                   | ВИА Гра               | Номинация |
| «ZD Awards»               | «Видео года»                    | «Поцелуи»             | Номинация |
| «Премия РекордЪ»          | «Музыкальный DVD»               | «Бриллианты»          | Номинация |
| «Радио Поток»             | «Лучшие песни 2007 года»        | «Цветок и нож»        | Победа    |
| «Песня года»              | Лауреаты фестиваля              | «Поцелуи»             | Победа    |
| «Новые песни о главном»   | Диплом фестиваля                | «Поцелуи»             | Победа    |
| «OGAE»                    | Лучший клип для «Евровидения»   | «Л.М.Л.»              | Победа    |

## 2008
| Премия                    | Номинация                                  | Номинированная работа | Результат |
| ------------------------- | ------------------------------------------ | --------------------- | --------- |
| «Премия Муз-ТВ»           | «Лучшая поп-группа»                        | ВИА Гра               | Победа    |
| «Премия Муз-ТВ»           | «Лучший альбом»                            | альбом «Поцелуи»      | Номинация |
| «Премия Муз-ТВ»           | «Лучшее видео»                             | «Поцелуи»             | Победа    |
| «MTV Russia Music Awards» | «Секс»                                     | «Поцелуи»             | Номинация |
| «Золотой граммофон»       | Статуэтка «Золотого граммофона»            | «Поцелуи»             | Победа    |
| «OGAE»                    | Лучший клип для «Евровидения»              | «Поцелуи»             | Победа    |
| «Ukrainian Music Award»   | «Лучшее видео года»                        | «Поцелуи»             | Победа    |
| «Золотой диск»            | «Сертификат за количество продаж альбомов» | альбом «Поцелуи»      | Победа    |
| «Love Radio Awards»       | «Группа года»                              | ВИА Гра               | Победа    |
| «World Fashion Awards»    | «Fashion-группа»                           | ВИА Гра               | Номинация |
| Журнал «Glamour»          | «Команда года»                             | ВИА Гра               | Номинация |
| «Золотой диск»            | «Лучший музыкальный проект на DVD»         | «Video Бриллианты»    | 3-е место |
| «Песня года»              | Лауреаты фестиваля                         | «My Emancipation»     | Победа    |
| «Новые песни о главном»   | Диплом фестиваля                           | «My Emancipation»     | Победа    |

## 2009
| Премия                    | Номинация                       | Номинированная работа        | Результат |
| ------------------------- | ------------------------------- | ---------------------------- | --------- |
| «RU.TV»                   | «Лучший клип десятилетия»       | «Не оставляй меня, любимый!» | Победа    |
| «Золотой граммофон»       | Статуэтка «Золотого граммофона» | «Анти-Гейша»                 | Победа    |
| «Песня года»              | Лауреаты фестиваля              | «Сумасшедший»                | Победа    |
| «Премия Муз-ТВ»           | «Лучшее видео»                  | «My Emancipation»            | Номинация |
| «Премия Муз-ТВ»           | «Лучшая поп-группа»             | ВИА Гра                      | Номинация |
| «Бог эфира»               | «Радиофаворит (группа)»         | ВИА Гра                      | Победа    |
| «Степной Волк»            | «Лучшее видео»                  | «Американская жена»          | Номинация |
| «MTV Russia Movie Awards» | «Лучший саундтрек»              | «Американская жена»          | Победа    |
| «Love Radio Awards»       | «Возвращение года»              | Надежда Грановская           | Номинация |

## 2010
| Премия          | Номинация            | Номинированная работа | Результат |
| --------------- | -------------------- | --------------------- | --------- |
| «ZD Awards»     | «Разочарование года» | ВИА Гра               | Номинация |
| «Русский Топ»   | «Группа года»        | ВИА Гра               | Номинация |
| «Премия Муз-ТВ» | «Лучшее видео»       | «Сумасшедший»         | Номинация |
| «Песня года»    | Лауреаты фестиваля   | «Пошёл вон»           | Победа    |
| 20 лучших песен | «Лучшая песня»       | «Пошёл вон»           | Победа    |

## 2011
| Премия          | Номинация            | Номинированная работа | Результат |
| --------------- | -------------------- | --------------------- | --------- |
| «ZD Awards»     | «Разочарование года» | ВИА Гра               | Победа    |
| «Премия Муз-ТВ» | «Лучшая поп-группа»  | ВИА Гра               | Номинация |
| «Русский Топ»   | «Группа года»        | ВИА Гра               | Номинация |

## 2012
| Премия         | Номинация          | Номинированная работа | Результат |
| -------------- | ------------------ | --------------------- | --------- |
| «YUNA»         | «Лучший видеоклип» | «Поцелуи»             | Номинация |
| «YUNA»         | «Лучший видеоклип» | «Алло, мам»           | Номинация |
| «YUNA»         | «Лучшая группа»    | ВИА Гра               | Номинация |
| «Премия RU.TV» | «Лучшая группа»    | ВИА Гра               | Номинация |
| «Премия RU.TV» | «Лучший рингтон»   | «Алло, мам»           | Номинация |
| «Русский Топ»  | «Группа года»      | ВИА Гра               | Номинация |

## 2013
| Премия        | Номинация                | Номинированная работа | Результат |
| ------------- | ------------------------ | --------------------- | --------- |
| «YUNA»        | «Лучший видеоклип»       | «Алло, мам»           | Номинация |
| «ZD Awards»   | «Провал года»            | ВИА Гра               | Номинация |
| «Радио Поток» | «Лучшие песни 2013 года» | «Перемирие»           | Победа    |

## 2014
| Премия                     | Номинация                       | Номинированная работа                            | Результат |
| -------------------------- | ------------------------------- | ------------------------------------------------ | --------- |
| «Радио Поток»              | «Лучшие песни 2014 года»        | «У меня появился другой» (совместно с Вахтангом) | Победа    |
| «Реальная премия MusicBox» | «Лучшая песня»                  | «У меня появился другой» (совместно с Вахтангом) | Номинация |
| «Реальная премия MusicBox» | «Раскрутка года»                | ВИА Гра                                          | Победа    |
| «Love Radio Awards»        | «Лучшая отечественная группа»   | ВИА Гра                                          | Победа    |
| «Премия RU.TV»             | «Реальный приход»               | ВИА Гра                                          | Победа    |
| «Премия RU.TV»             | «Самое сексуальное видео»       | «Перемирие»                                      | Номинация |
| «Песня года»               | Лауреаты фестиваля              | «Перемирие»                                      | Победа    |
| «Золотой граммофон»        | Статуэтка «Золотого граммофона» | «Перемирие»                                      | Победа    |

## 2015
| Премия                     | Номинация                                     | Номинированная работа                            | Результат |
| -------------------------- | --------------------------------------------- | ------------------------------------------------ | --------- |
| «Tophit»                   | «Самая ротируемая в радиоэфире группа»        | ВИА Гра                                          | Победа    |
| «Tophit»                   | «Самая заказываемая на радио песня 2014 года» | «У меня появился другой» (совместно с Вахтангом) | Победа    |
| «YUNA»                     | «Лучший дуэт»                                 | «У меня появился другой» (совместно с Вахтангом) | Номинация |
| «YUNA»                     | «Лучшая песня»                                | «Перемирие»                                      | Номинация |
| «Золотой граммофон»        | Статуэтка «Золотого граммофона»               | «Перемирие»                                      | Победа    |
| «Премия Муз-ТВ»            | «Лучший дуэт»                                 | «Кислород» (совместно с Мотом)                   | Победа    |
| «Песня года»               | Лауреаты фестиваля                            | «Это было прекрасно»                             | Победа    |
| «Реальная премия MusicBox» | «Видеоклип года»                              | «Это было прекрасно»                             | Номинация |
| «Fashion People Awards»    | «Fashion Дуэт»                                | «У меня появился другой» (совместно с Вахтангом) | Победа    |
| «Премия RU.TV»             | «Лучшая песня»                                | «У меня появился другой» (совместно с Вахтангом) | Номинация |
| «Премия RU.TV»             | «Лучший дуэт»                                 | «У меня появился другой» (совместно с Вахтангом) | Номинация |
| «Премия RU.TV»             | «Локомотив года»                              | «Кислород» (совместно с Мотом)                   | Номинация |
| «Золотой граммофон» (СПб)  | Статуэтка «Золотого граммофона»               | «Кислород» (совместно с Мотом)                   | Победа    |
| «Love Radio Awards»        | «Дуэт года»                                   | «Кислород» (совместно с Мотом)                   | Номинация |
| «Love Radio Awards»        | «Лучшая отечественная группа»                 | ВИА Гра                                          | Номинация |

## 2016
| Премия                     | Номинация                  | Номинированная работа                            | Результат |
| -------------------------- | -------------------------- | ------------------------------------------------ | --------- |
| «Премия RU.TV»             | «Лучшая группа»            | ВИА Гра                                          | Номинация |
| «Реальная премия MusicBox» | «Группа года»              | ВИА Гра                                          | Номинация |
| «Реальная премия MusicBox» | «Песня года»               | «Так сильно»                                     | Номинация |
| «Высшая лига»              | Статуэтка «Золотая сирена» | «Так сильно»                                     | Победа    |
| «Песня года»               | Лауреаты фестиваля         | «Так сильно»                                     | Победа    |
| «День рождения Муз-ТВ»     | «Золотая 20-ка»            | «У меня появился другой» (совместно с Вахтангом) | Победа    |

## 2017
| Премия                     | Номинация              | Номинированная работа | Результат |
| -------------------------- | ---------------------- | --------------------- | --------- |
| «Премия Муз-ТВ»            | «Лучшее женское видео» | «Кто ты мне?»         | Номинация |
| «Реальная премия MusicBox» | «Клип года»            | «Кто ты мне?»         | Номинация |

## 2018
| Премия      | Номинация | Номинированная работа | Результат |
| ----------- | --------- | --------------------- | --------- |
| «ZD Awards» | «Поп»     | «ВИА Гра»             | Победа    |

## 2020
| Премия              | Номинация                                | Номинированная работа | Результат |
| ------------------- | ---------------------------------------- | --------------------- | --------- |
| «Жара Music Awards» | «Женское видео года»                     | «Люболь»              | Номинация |
| «Виктория»          | «Лучший композитор» (Константин Меладзе) | «1+1»                 | Победа    |